# لوسین بناپارت
لوسین بناپارت (انگلیسی: Lucien Bonaparte؛ ۲۱ مه ۱۷۷۵ – ۲۹ ژوئن ۱۸۴۰) سیاستمدار، دیپلمات، و نویسنده اهل فرانسه بود. لوسین در آژاکسیو شهری واقع در جزیره کرس و متعلق به پادشاهی فرانسه بدنیا آمد. لوسین برادر کوچکتر ناپلئون بناپارت و ژوزف بناپارت بوده‌است.
وی همچنین برندهٔ جوایزی همچون لژیون دونور (افسر بزرگ) شده‌است.